# Кудрявцев, Никита Алферович
Никита Алферович Кудрявцев (ум. 13 февраля 1728) — государственный и военный деятель, стольник (с 1692), второй воевода (1697—1699), затем первый воевода (1699—1708) в Казани, комендант Казани (1708—1714) и первый вице-губернатор Казанской губернии (1714—1727).

## Биография
Представитель дворянского рода Кудрявцевых. Сын костромского городового дворянина Алферия Борисовича Кудрявцева.
Н. А. Кудрявцев начал свою службу в чине жильца. В 1692 году упоминается в чине стольника. В 1695 и 1696 годах участвовал в двух походах царя Петра на турецкую крепость Азов.
В 1697 году Никита Алферович Кудрявцев был назначен «товарищем» (заместителем) первого воеводы в Казани окольничего, князя Петра Лукича Львова. По царскому указу казанские воеводы должны были заниматься кораблестроением, следить за положением коренного населения — татар, чувашей, марийцев, мордвы и удмуртов, а также иностранцев, расселенных и находившихся на службе в Казанском крае.
В 1699 году после перевода князя Петра Львова на другую службу стольник Никита Кудрявцев стал самостоятельным воеводой в Казани с подчинением Приказу Казанского дворца. Царь поручил ему заботиться о сохранении корабельных лесов в Казанском крае, заниматься разработкой и сплаву корабельного леса из Казани и её окрестностей по вниз Волге и Дону. Кроме того, он должен был отправлять рабочих из числа коренных жителей в Ингрию для строительства Санкт-Петербурга, а также набирать людей и лошадей в драгунские полки.

### Башкирское восстание (1704—1711)
В 1704 году вспыхнуло крупное восстание в Башкирии. Башкиры подняли мятеж из-за многочисленных поборов со стороны уфимских воевод. Одним из главных виновников восстания был новый уфимский воевода, полковник Александр Саввич Сергеев. В том же году произошло стрелецкое восстание в Астрахани. Для подавления восстаний в Поволжье царь Пётр Великий отправил из Курляндии войска под командованием фельдмаршала Бориса Петровича Шереметева. В конце 1705 года Борис Шереметев прибыл в Казань, по пути он предпринял ряд мер, не согласованных с распоряжениями Никиты Кудрявцева. Кудрявцев и Шереметев сразу же не поладили между собой. Казанский воевода не хотел беспрекословно исполнять приказы фельдмаршала. Б. П. Шереметев писал, между прочим, адмиралу Ф. А. Головину: «Я в Казани живу как в крымском полону. Писал я к самому капитану (то есть царю), чтобы указал мне быть к себе; ныне подай помощи, чтобы меня взять к Москве». Н. А. Кудрявдев со своей стороны в письме к кн. А. Д. Меншикову подробно изложил все обстоятельства башкирского восстания и жаловался на послабления башкирам со стороны фельдмаршала.
Царь Пётр Алексеевич, находившийся на театре военных действий, приказал фельдмаршалу Б. П. Шереметеву выступить по Волге на Астрахань, а казанскому воеводе Н. А. Кудрявцеву поручил заниматься подавлением башкирского восстания. Затем Кудрявцев выехал в Москву, где провёл переговоры с Тихоном Никитичем Стрешневым, который в отсутствие царя руководил внутренней политикой в государстве. Никита Кудрявцев был назначен комендантом в Казани и получил от царя «полную мочь» относительно башкирского и астраханского бунтов, ему были подчинены все местные воеводы низовых городов. Царь считал Н. Кудрявцева «вящше сведущим в тамошних делах».
Между тем восстание в Башкирии продолжалось расширяться. В начале 1708 года Никита Кудрявцев писал царю, что «башкирское воровство умножается», что к башкирам присоединились казанские татары и осадили несколько пригородов, где перебили и взяли в плен местных жителей, а поселения сожгли. В феврале 1708 года башкирские отряды уже действовали в 80 верстах от Казани. Царское правительство отправило на подавление восстания войска под командованием князя Петра Ивановича Хованского. Царский воевода вступил в переговоры с лидерами повстанцев, которые продолжали мятеж и находились в 30 верстах от Казани. Мятежники грабили и жгли деревни, а местных жителей убивали и брали в плен. Никита Кудрявцев смог спасти Казань и усмирить всю восточную часть Казанской губернии. Он выслал против мятежников отряд под командованием Осипа Бартенева, который разбил мятежников и отбросил их от Казани. Осип Бартенев, соединившись с отрядом казака Невежина, разбил башкир в бою под Билярском.
Казанский воевода Н. А. Кудрявцев, хорошо зная «воровство» башкир, не советовал князю П. И. Хованскому вступать в мирные переговоры с восставшими башкирами и татарами. Пётр Хованский с войском выступил в Башкирию и пообещал мятежникам прощение, если выдадут ему своего лидера — султана. Несмотря на казнь султана, башкирское восстание не прекратилось. Вместо награды казанский комендант Никита Кудрявцев получил выговор от царя.
В 1708 году была создана Казанская губерния, в состав которой вошли все низовые города и Башкирия. Первым казанским губернатором был назначен окольничий Пётр Матвеевич Апраксин, а Никита Кудрявцев и его заместитель Степан Вараксин не получили никаких должностей. Н. Кудрявцев написал письмо светлейшему князю А. Д. Меншикову и был назначен комендантом в Казани.
В 1712 году царским указом Никита Кудрявцев был назначен ответственным за корабельные леса о всем Поволжье (от устья Оки до Каспийского моря). В 1714 году он был назначен казанским вице-губернатором. Н. А. Кудрявцев сохранил эту должность при трех губернаторах: П. С. Салтыкове, его сыне А. П. Салтыкове и А. П. Волынском.
С 1714 года Н. А. Кудрявцев вступил в переписку с царем Петром Великим по поводу кораблестроения, заготовки и сплава по Волге корабельных лесов. В 1718 году был Казани было основано адмиралтейство для строительство кораблей. По царскому указу вице-губернатор Никита Кудрявцев наблюдать за постройкой в Казани «рейс-шифов» (расшивы) и «гортгоутов». Также Пётр Великий поручил Никите Кудрявцеву заготовить в Казани 15 тысяч пудов соленого свиного мяса для русского флота.
В 1717 году казанский вице-губернатор Н. А. Кудрявцев писал в письме кабинет-секретарю А. В. Макарову следующее: «Я послал Царскому Величеству особое просительное письмишко, чтоб меня помиловал за бедную мою дряхлость и беспамятство, указал меня от губернаторских дел освободить: несносно стало, по указам от правительствующего сената трудно поправляться. Другия губернии милуют, а на нашу все прибавляют, и когда их превосходительству приносим оправдание, здраваго рассмотрения не чинят и не принимают; одно затвердили, что наша губерния богата: она так богата сделалась, что перед другими губерниями с дворов все вдвое сбираем и всеконечно опустеет; а переменить нельзя: хотя чего малаго не дошлем, все штрафы, да раззоренье».
В 1722 году царь Пётр Великий, выступив по Волге в персидский поход, посетил Казань и остался доволен состоянием адмиралтейства. За что ему было пожаловано село Акшуат.
В последние годы жизни Никита Кудрявцев не мог относиться к своим служебным обязанностям так же энергично и незадолго перед смертью был подвергнут штрафу в размере 500 рублей за неисполнение предписаний Верховного совета.
В апреле 1727 года новым казанским вице-губернатором был назначен Нефед Никитич Кудрявцев.
Никита Кудрявцев владел большим количеством поместий и имений в Казанском крае. Уже в 1698 году Н. А. Кудрявцеву принадлежало 1000 четвертей в Казанском и Свияжском уездах. В январе 1722 года царь Пётр Великий пожаловал престарелому Никите Кудрявцеву в награду за его многолетнюю службу имения в Казанской губернии, которые были отобраны властями у татарских мурз за отказ переходить в православие. Кроме новых поместий в Казанском и Свияжском уездах, Н. Кудрявцев получил от царя поместья в Симбирском и Пензенском уездах.
В феврале 1728 года Никита Кудрявцев скончался.

## Семья
У него было трое сыновей:
- Александр, упал с лошади и умер в молодые годы
- Никита, принял монашеский сан под именем Кирилла
- Мефодий (Нефед) (около 1676—1774), казанский вице-губернатор (1727—1740), генерал-майор (1740), убит пугачевцами в Казани.